# Петроварадин
Петроварадин (на сръбски: Петроварадин; на унгарски: Pétervárad) е град в Южнобачки окръг, Войводина, Сърбия. Административен център е на градска община Петроварадин от община Град Нови Сад.
Намира се на десния бряг на Дунав и на 1255 км от вливането на реката в Черно море. На отсрещния дунавски бряг срещу Петроварадин е град Нови Сад.

## История
Още от римско време там, по склоновете на планината Фрушка гора, е имало военна крепост, наречена Косум Мията.
През 1690 г. върху старите основи на римската крепост е започнало изграждането на голяма крепост с име Петроварадин (в разгара на подбудените от австрийците в българските земи Чипровско и Карпошово въстание).
Заселилият се тук Петър Пустинника, дал името на града, като един от водачите на Първия кръстоносен поход. Втората съставна дума на името на града – „варадин“ (на немски: „варадайн) се извежда от индоевропейския корен със значение „пазач, наблюдател, вардач“. Австрийците наричали крепостта Петроварадайнер шанцен.
Маджари и византийци си оспорват владението на крепостта през средновековието по времето на византийското владичество. За известно време византийският император Мануил I Комнин я завладява и наименува Петрикон (по това време маджарите отмъкват от Сердика насам мощите на Иван Рилски). Като владение на Кралство Унгария, средновековната крепост на местото се споменава за първи път през 1237 г. с имената Петроварад и Чивитас Варадини Петри. От това време е и подарения дворец от крал Бела IV на Петроварадския манастир.
През 1439 г. унгарският крал Алберт предоставил крепостта в апанаж на бана на Мачва Ласло Гарай. През 1463 г., след като османските турци завзели Босна, тук крал Матияш Корвин сключва съюз с Венеция срещу Османската империя. Архиепископ Петрус де Варада през 1490/94 г. ръководи опасването на града с още един ред стени, но въпреки това турците го завземат през 1526 г. след злополучната за християните битка при Мохач и го държат в ръцете си до 1687 г., когато християнското му владение е възвърнато за Свещената лига от Свещената Римска империя в хода на т.нар. Голяма турска война. Новите владетели, австрийците, разширили крепостта през 1690 г. с укрепления бастионен тип /по това време в българските земи подбудени от австрийците се разгарят Чипровското и Карпошовото въстание/. Една гравюра от това преустройство се пази във военния музей в Карлсруе. През 1716 г. турците правят безрезултатен опит да си възвърнат крепостта.
През периода 1754/56 г. по заповед на императрица Мария Тереза се разгръща голямо строителство в Петроварадинската крепост. Изграждат се нови бастиони, часовникова кула и когато през 1760 г. тя е окончателно завършена, получава прозвището „Гибралтар на Дунава“. Неин проектант е френският строител на крепости Себастиян льо Престор де Вобан (1633 – 1707). Крепостта заема площ от 112 хектара. Подземните ходове и галерии, разположени на четири етажа, имат обща дължина 16 км. Напълно запазени са бастионите, рововете, капиите (портите). Петроварадин е рядък образец на военната фортификация, съхранен до днес в цялостния си вид. По това време в крепостта е имало гарнизон от 30 000 души.
Между многото битки, станали тук, трябва да се отбележи тази на 5 август 1716 г., когато принц Евгений Савойски разгромява турците. В чест на победителя по време на Втората световна война една от дивизиите на Вафен СС носи името на принца. Оръдията на Петроварадин за последен път са използвани през 1849 г., когато със запалителни гранати бил унищожен възстаналият по време на Унгарската революция Нови Сад.
Наблизо до Петроварадин се намира параклисът „Мария Снежна“, издигнат в името на загиналите през студената зима на 1716 г. Дълго време в крепостта е имало затвор. В него е затворен и българският революционер Любен Каравелов. През 1914 г. затворник тук е капралът от 25-и полк на австроунгарската армия Йосип Броз Тито, а през 1815 г. тук е умъртвен основателят на династията Караджорджиевичи – Караджордже Петрович (по заповед на Милош Обренович).
В наше време Петроварадинската крепост е интересен туристически обект с хотели, ресторанти, барове, музеи, галерии, сцени на открито и други културни мероприятия.

## Население
Населението на града през 1991 е възлизало на 11 285 жители.
Етнически състав:
- сърби – 9708 (69,47%) жители
- хървати – 1364 (9,76%) жители
- югославяни – 779 (5,57%) жители
- унгарци – 396 (2,83%) жители
- черногорци – 228 (1,63%) жители
- русини – 141 (1%) жители
- словаци – 92 (0,65%) жители
- македонци – 47 (0,33%) жители
- други – 322 (2,3%) жители, включително и 6 българи
- непознати – 113 (0,8%) жители